# Bundesstraße 221
Die Bundesstraße 221 (Abkürzung: B 221) ist eine Bundesstraße in Deutschland.

## Verlauf
Die Bundesstraße führt von der B 58 in Straelen (Kreis Kleve) südwärts durch den Kreis Viersen nach Heinsberg bis zur Anschlussstelle Heinsberg an der Bundesautobahn 46 und der Bundesstraße 56.

## Geschichte
Anfang der 1950er Jahre verlief die Bundesstraße nur zwischen Straelen und Geilenkirchen. Die Verlängerung bis Alsdorf erfolgte erst in den Jahren danach, wo sie an der B 57 endet. Die Umgehungsstraße für Geilenkirchen teilte sich die B 221 mit der B 56. Durch die Verlegung und Umgehung der B 57 westlich an Baesweiler vorbei hat diese auch die Aufgabe der B 221 übernommen. Die Verbindung von der Anschlussstelle Heinsberg bis Geilenkirchen wurde seit der Fertigstellung der Selfkantautobahn durch die B 56 übernommen. Die Verbindung nach Übach-Palenberg bis Alsdorf wurde zur L 164 herabgestuft.

## Ortsumgehung Arsbeck
Im August 2008 begann der Bau der Ortsumgehung von Wegberg-Arsbeck, der als B 221n beschildert ist. Die Baukosten wurden auf rund 9,9 Millionen Euro geschätzt. Am 12. August 2010 wurde dieser Streckenabschnitt freigegeben. Die Bestimmung der Trasse geht dabei zurück bis auf das Jahr 1978. Der Ortskern von Arsbeck sollte durch den Neubau um 75 Prozent entlastet werden.

## Planungen
Zahlreiche weitere Ortsumgehungen sind in Planung.
Die 1,6 km lange Ortsumgehung Wegberg-Wildenrath, die schon in den 1960er bis 1970er Jahren geplant war, ist seit dem 1. Juni 2011 freigegeben. Sie endet zurzeit an einer Zubringerstraße, die zu einem Gewerbegebiet führt. Ein kleiner Abschnitt der B 221n mit Zubringer zu einem Kreisverkehr, der nach Wildenrath zur alten B 221 und nach Dalheim führt, wurde schon im Herbst 2010 fertiggestellt. Am 7. Dezember 2015 war der Baubeginn für die daran anschließende Ortsumgehung Wassenberg. Fertigstellung und Verkehrsfreigabe erfolgte im Dezember 2019. Daran schließt die Ortsumgehung Heinsberg-Unterbruch an, für die noch das Planfeststellungsverfahren läuft.
Der ebenfalls geplante Abschnitt Brüggen-Genholt liegt weiter nördlich.
Außerdem ist eine Umgehungsstraße vom niederländischen Provinciale weg 300 Anschlussstelle Landgraaf-Noord über den Randweg Abdissenbosch bis zur Staatsgrenze geplant. Ab hier als B 221n an Siepenbusch und Teveren auf die heutige L 42 münden und an die B 56 südlich von Geilenkirchen angeschlossen werden. Sie soll den Durchgangsverkehr in Landgraaf, Ubach over Worms und Übach-Palenberg vermindern. Das Bundesverkehrsministerium will mit dem Bau 2026 beginnen, während die Provinz Limburg lieber 2020 beginnen wollte.